# 地獄への逆襲
『地獄への逆襲』（じごくへのぎゃくしゅう、原題：The Return of Frank James）は、1940年に製作・公開されたアメリカ合衆国の映画である。前年の『地獄への道』の続篇として製作され、前作のヘンリー・キングに代わってフリッツ・ラングが監督、ヘンリー・フォンダが引き続き出演した。
本作品も前作と同じくテクニカラー作品として製作されている。

## あらすじ
無法者の弟ジェシー（前作ではタイロン・パワーが演じた）がかつての仲間に殺されたことを知った、フランク・ジェイムズ（ヘンリー・フォンダ）は弟を殺したフォード兄弟（ジョン・キャラダインとチャールズ・タネン）に復讐しようとする。

## キャスト
| 役名                 | 俳優                 | 日本語吹替 | 日本語吹替 |
| 役名                 | 俳優                 | テレビ版1  | テレビ版2  |
| -------------------- | -------------------- | ---------- | ---------- |
| フランク・ジェイムズ | ヘンリー・フォンダ   | 城所英夫   | 小山田宗徳 |
| エレノア・ストーン   | ジーン・ティアニー   | 武藤礼子   | 渡辺知子   |
| クレム               | ジャッキー・クーパー | 八代駿     | 野島昭生   |
| ボブ・フォード       | ジョン・キャラダイン | 北村弘一   | 清川元夢   |

- テレビ版1：放送日1968年6月22日 NET『土曜西部劇』
  - テレビ版1吹替その他：相模武
- テレビ版2：放送日1978年4月14日 テレビ神奈川

## スタッフ
- 監督：フリッツ・ラング
- 製作：ダリル・F・ザナック
- 脚本：サム・ヘルマン
- 音楽監督：デヴィッド・バトルフ
- 撮影監督：ジョージ・バーンズ
- 編集：ウォルター・トンプソン
- 美術：リチャード・デイ、ウィアード・イーネン
- 装置：トーマス・リトル
- 衣裳：トラヴィス・バントン

## 保存
2000年、アカデミー映画アーカイブは本作を保存することに決定した。